# Elane Rego dos Santos
Elane dos Santos Rego (sinh ngày 4 tháng 6 năm 1968), thường được gọi là Elane, là một cựu cầu thủ bóng đá nữ người Brasil, từng là trung vệ cho đội tuyển bóng đá nữ quốc gia Brasil.
Cô là một thành viên trong đội hình đội tuyển bóng đá nữ Brasil tham gia các Giải vô địch bóng đá nữ thế giới vào năm 1991, 1995 và 1999; cũng như tại môn bóng đá nữ Thế vận hội Mùa hè 1996.

## Sự nghiệp
Elane là một thành viên của câu lạc bộ EC Radar, từng tham gia đại diện cho Brasil tại Giải đấu Chào mừng Bóng đá nữ năm 1988 của FIFA ở Quảng Đông và đứng ở vị trí thứ ba.
Tại Giải vô địch bóng đá nữ thế giới 1991, Elane ghi bàn thắng đầu tiên tại World Cup cho Brasil, bàn mở tỉ số 1–0 trước đối thủ Nhật Bản.
Là một trung vệ manh mẽ, Elane là một cầu thủ quan trọng của Brasil tại giải vô địch bóng đá nữ thế giới 1999. Một bài báo tổng quan trước giải đấu trên trang SoccerTimes.com đã mô tả bà là một cầu thủ đánh chặn mạnh mẽ với tốc độ khiêm tốn. Tại Giải vô địch bóng đá nữ thế giới 1995 tổ chức tại Thụy Điển, nhà báo người Anh Pete Davies, viết về giải đấu cho báo The Independent, đã làm nổi bật lên phương pháp tiếp cận phòng thủ của Elane.
Sau sự nghiệp bóng đá của mình, Elane làm tài xế xe buýt ở Rio quê hương của mình. Bà được xếp ở vị trí thứ 7, đồng hạng với cầu thủ Meg trong danh sách Cầu thủ nữ xuất sắc nhất Nam Mỹ của Liên đoàn Lịch sử Bóng đá Quốc tế và Thống kê Quốc tế (IFFHS).